# Кураньи, Кевин
Ке́вин Де́ннис Кура́ньи Родри́гес (нем. Kevin Dennis Kurányi Rodríguez; 2 марта 1982, Рио-де-Жанейро, Бразилия) — немецкий футболист панамского происхождения, нападающий.

## Биография
Родился в Рио-де-Жанейро в очень обеспеченной семье. Вырос в Панаме. Отец — немецко-венгерского происхождения, мать родом из Панамы. Является гражданином сразу трёх стран: Бразилии, Панамы, Германии. Женат на хорватке Виктории Пеличич, свободно говорящей по-русски. У пары двое детей.

## Карьера

### «Динамо» Москва

#### Сезон 2010

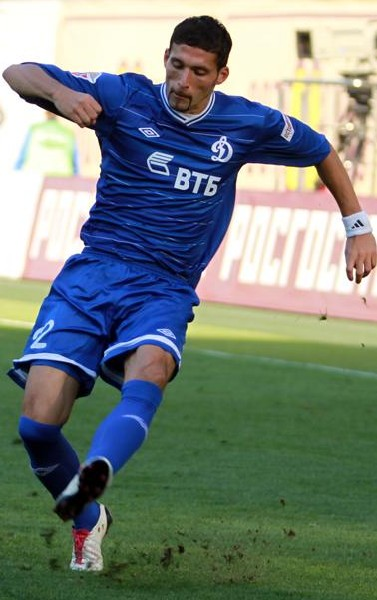
Кевин Кураньи в «Динамо»

В 2010 году нападающий «Шальке 04» Кевин Кураньи на своём официальном сайте подтвердил, что летом он станет игроком московского «Динамо». Кураньи заявил, что прежде чем принять предложение московского клуба, он всё хорошо взвесил и продумал. Контракт с «Динамо» Москва вступил в силу с 1 июля 2010 года. 31 июля Кураньи дебютировал в составе «Динамо» в матче с «Крыльями Советов»; игра завершилась вничью 1:1. В следующей игре, с «Зенитом», Кураньи забил свой первый гол в составе «бело-голубых», однако «Динамо» не смогло победить, и матч закончился ничьей 1:1.
По итогам сезона 2010 года был признан болельщиками «Динамо» лучшим игроком команды (сыграв всего 16 игр, забив в них 9 голов).

#### Сезон 2011/2012
В следующем сезоне Кураньи отличился в первом же туре, однако это не спасло его команду от поражения. После этого Кевин не мог забить в течение 11 игр и прервал свою неудачную серию лишь в матче 14 тура с «Томью» (3:0). В дальнейшем, Кураньи вновь начал проявлять свои бомбардирские качества и после окончания второго круга чемпионата в его активе было 10 мячей.
17 ноября 2011 года Кураньи продлил контракт с «Динамо» до лета 2015 года.

#### Сезон 2012/2013
Перед началом сезона Кевин был назначен новым капитаном «Динамо».

#### Сезон 2013/2014
Начало сезона-2013/14 Кураньи пропустил из-за травмы. В первой игре после травмы вышел на 15 минут в матче с «Рубином» и получил красную карточку, а затем снова выбыл из строя на месяц. В конце осени и начале весны сделал дубль в матче с «Амкаром», забил по голу во встречах с ЦСКА и «Кубанью», победный гол в матче с «Томью», гол в ворота «Зенита».

#### Сезон 2014/2015
В сезоне 2014/15 нападающий провёл 24 матча, в которых забил 10 голов. В апреле 2015 года на своём официальном сайте объявил о том, что покинет «Динамо» предстоящим летом.
— Ожидание было долгим, но теперь пришло время сказать вам что-то очень важное: я принял решение не продлевать свой контракт с «Динамо», — написал Кураньи в своем блоге на официальном сайте. — Спустя пять замечательных и очень интересных лет в Москве я попрощаюсь летом с моим клубом. Этот шаг мне дался нелегко. Потому что этот клуб, его сотрудники, коллеги, этот город и страна стали очень дороги моему сердцу. Эти пять лет были особенными. И я рад не только приобретенному мной здесь опыту, но и многим интересным встречам и новым друзьям.

#### Сезон 2015/2016
Летом 2015 года Кевин Кураньи в качестве свободного агента пополнил ряды «Хоффенхайма», который выбрал, ориентируясь на личные обстоятельства.
24 марта 2017 года Кураньи заявил о завершении карьеры: «В конце концов пришло время. Мне уже 35 лет, и я хочу посвятить время другим вещам».

#### Сезон 2023/2024
9 июля принял участие в товарищеском матче Динамо—ЦСКА, но был заменён другим игроком на второй минуте.

## Карьера в сборной
Свой первый матч за сборную Германии Кураньи сыграл в отборочном турнире на чемпионат Европы 2004 против Литвы 29 марта 2003 года.
11 октября 2003 в шестом матче за национальную команду нападающий забил свой первый мяч, установив окончательный счёт в матче против Исландии (3:0) и оформив выход сборной Германии на Евро-2004.
Кевин играл за сборную в финальной части Евро-2004 и на Кубке Конфедераций-2005, но не попал в заявку на домашний чемпионат мира-2006.
11 октября 2008 года, после того как тренер сборной Германии Йоахим Лёв не включил игрока в основной состав на игру со сборной России, Кураньи самовольно уехал домой. После этого Лёв заявил, что больше не вызовет Кураньи в сборную.

## Статистика

### Клубная
| Клуб             | Сезон            | Лига  | Лига | Кубок | Кубок | Еврокубки | Еврокубки | Итого | Итого |
| Клуб             | Сезон            | Матчи | Голы | Матчи | Голы  | Матчи     | Голы      | Матчи | Голы  |
| ---------------- | ---------------- | ----- | ---- | ----- | ----- | --------- | --------- | ----- | ----- |
| Хоффенхайм       | 2015/16          | 14    | 0    | 1     | 0     | —         | —         | 15    | 0     |
| Хоффенхайм       | Итого            | 14    | 0    | 1     | 0     | 0         | 0         | 15    | 0     |
| Динамо (Москва)  | 2014/15          | 24    | 10   | 1     | 0     | 14        | 5         | 39    | 15    |
| Динамо (Москва)  | 2013/14          | 15    | 8    | 0     | 0     | —         | —         | 15    | 8     |
| Динамо (Москва)  | 2012/13          | 27    | 10   | 3     | 1     | 4         | 0         | 33    | 11    |
| Динамо (Москва)  | 2011/12          | 41    | 13   | 6     | 0     | —         | —         | 47    | 13    |
| Динамо (Москва)  | 2010             | 16    | 9    | 0     | 0     | —         | —         | 16    | 9     |
| Динамо (Москва)  | Итого            | 123   | 50   | 10    | 1     | 18        | 5         | 151   | 56    |
| Шальке 04        | 2009/10          | 30    | 18   | 12    | 2     | —         | —         | 37    | 20    |
| Шальке 04        | 2008/09          | 38    | 13   | 4     | 2     | 7         | 1         | 44    | 16    |
| Шальке 04        | 2007/08          | 32    | 15   | 4     | 2     | 8         | 3         | 44    | 20    |
| Шальке 04        | 2006/07          | 34    | 15   | 2     | 2     | 2         | 0         | 38    | 17    |
| Шальке 04        | 2005/06          | 30    | 10   | 4     | 1     | 12        | 3         | 46    | 14    |
| Шальке 04        | Итого            | 162   | 71   | 18    | 9     | 29        | 7         | 209   | 87    |
| Штутгарт         | 2004/05          | 29    | 13   | 4     | 2     | 5         | 3         | 38    | 18    |
| Штутгарт         | 2003/04          | 33    | 11   | 3     | 1     | 8         | 3         | 44    | 15    |
| Штутгарт         | 2002/03          | 35    | 15   | 2     | 2     | 8         | 4         | 42    | 28    |
| Штутгарт         | 2001/02          | 5     | 1    | 1     | 1     | —         | —         | 6     | 2     |
| Штутгарт         | Итого            | 99    | 40   | 10    | 6     | 23        | 10        | 132   | 56    |
| Всего за карьеру | Всего за карьеру | 398   | 161  | 39    | 16    | 70        | 22        | 487   | 199   |

### Сборная
| Сборная          | Годы             | Товарищеские матчи | Товарищеские матчи | Международные турниры | Международные турниры | Всего | Всего |
| Сборная          | Годы             | Матчи              | Голы               | Матчи                 | Голы                  | Матчи | Голы  |
| ---------------- | ---------------- | ------------------ | ------------------ | --------------------- | --------------------- | ----- | ----- |
| Германия         |                  |                    |                    |                       |                       |       |       |
| 2008             | 4                | 0                  | 4                  | 0                     | 8                     | 0     |       |
| 2007             | 3                | 2                  | 6                  | 3                     | 9                     | 5     |       |
| 2006             | 0                | 0                  | 0                  | 0                     | 0                     | 0     |       |
| 2005             | 10               | 1                  | 5                  | 2                     | 15                    | 3     |       |
| 2004             | 10               | 10                 | 3                  | 0                     | 13                    | 10    |       |
| 2003             | 3                | 0                  | 4                  | 1                     | 7                     | 1     |       |
| Всего за карьеру | Всего за карьеру | 30                 | 13                 | 22                    | 6                     | 52    | 19    |

## Достижения
Командные
Шальке 04
- Обладатель кубка немецкой лиги 2005

Сборная Германии
- Серебряный призёр чемпионата Европы: 2008
- Бронзовый призёр Кубка конфедераций: 2005

Личные
- В списках 33 лучших футболистов чемпионата России: 2010 (№ 2)